# Dulce Osinski
Dulce Regina Baggio Osinski (ur. 11 lutego 1962 w Irati, Parana, Brazylia) – brazylijska artystka plastyczka, malarka, ilustratorka, profesor Uniwersytetu Federalnego w Rio de Janeiro.

## Życiorys
Od 1980 studiowała malarstwo i rysunek w Escola de Música e Belas Artes do Paraná w Kurytybie, po ich ukończeniu przyjechała do Polski, gdzie ukończyła studia podyplomowe na Akademii Sztuk Pięknych w Krakowie i obroniła tam doktorat. Po powrocie do Brazylii w 1988 zajmowała się artystycznym grawerowaniem w metalu w Solar do Barão. Od 1991 wykłada na Uniwersytecie Federalnym w Kurytybie oraz w Escola de Música e Belas Artes do Paraná.

## Kolekcje

### Zbiory stałe
- Australian National Gallery - Canberra (Australia);
- Rio de Janeiro National Library - Rio de Janeiro (Brazylia);
- Art Museum of Brasilia - MAB - Brasília (Brazylia);
- Art Museum of UFPR - MusA - Kurytyba (Brazylia);
- Museum of Contemporary Art of Paraná - MAC / PR - Kurytyba (Brazylia);
- Museum of Art of Santa Catarina - MASC - Florianópolis (Brazylia);
- Museum of Engraving Centro Cultural Solar do Barão - Kurytyba (Brazylia);
- Metropolitan Museum of Art - MuMA - Kurytyba (Brazylia);
- Państwowe Muzeum na Majdanku - Lublin (Polska).

### Wystawy indywidualne
- 1985 - Brasília - Indywidualna, w Fundação do Distrito Federal;
- 1985 - Florianópolis - Indywidualna, w Catarinense Culture Foundation;
- 1987 - Jelenia Góra (Polska) - indywidualna, w International Press and Book Club;
- 1988 - Curitiba - Individual, at Curitiba Cultural Foundation;
- 1988 - Curitiba - Individual, at MAC;
- 1989 - Brasília - Individual, at Funarte;
- 1990 - Curitiba - Family Portraits, at Theodoro de Bona Room of MAC;
- 1992 - Curitiba - Individual, Art Gallery Banestado;
- 1996 - Curitiba - Sala Miguel Bakun.

### Wystawy zbiorowe
- stała - Curitiba PR - Contemporary Art Exhibition Paraná-Poland, painting, MAC;
- 1984 - Santa Cruz de La Sierra (Boliwia);
- 1984 - Midletown (Stany Zjednoczone);
- 1986 - West Berlin (Niemcy);
- 1986 - Rzeszów (Polska);
- 1987 - São Paulo (Brazylia);
- 1988 - Curitiba (Brazylia);
- 1988 - Olinda (Brazylia);
- 1989 - Curitiba (Brazylia)
- 1989 - Curitiba (Brazylia);
- 1989 - Curitiba (Brazylia);
- 1989 - Himeji (Japonia);
- 1990 - Amadora (Portugalia);
- 1990 - Curitiba (Brazylia);
- 1990 - Curitiba (Brazylia);
- 1991 - Curitiba (Brazylia);
- 1991 - Curitiba (Brazylia);
- 1991 - Curitiba (Brazylia);
- 1991 - Olofström (Szwecja);
- 1992 - Curitiba (Brazylia);
- 1992 - Curitiba (Brazylia);
- 1992 - Kanagawa (Japonia);
- 1992 - Mairie de Massy (Francja);
- 1992 - Rio de Janeiro (Brazylia);
- 1992 - Warszawa (Polska);
- 1993 - Curitiba (Brazylia);
- 1993 - Curitiba (Brazylia);
- 1993 - Rio de Janeiro (Brazylia);
- 1993 - São Paulo (Brazylia);
- 1994 - Curitiba (Brazylia);
- 1994 - Salvador (Brazylia);
- 1994 - São José dos Campos (Brazylia);
- 1995 - Ljubljana (Słowenia);
- 1995 - Porto Alegre (Brazylia);
- 1995 - Recife (Brazylia);
- 1995 - Rio de Janeiro (Bazylia);
- 1995 - São Paulo (Brazylia);
- 1996 - Curitiba (Brazylia);
- 1997 - Curitiba (Brazylia);
- 1997 - Curitiba (Brazylia);
- 1997 - Rio de Janeiro (Brazylia);
- 2002 - Curitiba (Brazylia);
- 2003 - Belo Horizonte (Brazylia);
- 2004 - São Paulo (Brazylia).